# Rajiformes
I raiformi (Rajiformes), detti comunemente razze, sono un ordine della classe dei pesci cartilaginei.

## Identificazione e classificazione delle razze
Fra i pesci cartilaginei, i raiformi sono i più singolari, ma la loro classificazione risulta difficoltosa ed è oggetto di un dibattito scientifico.
La loro conformazione è profondamente modificata, dando luogo a evidenti forme di specializzazione. Sono pesci dal corpo depresso, con le pinne pettorali unite al tronco in una singolare struttura che prende il nome di "disco", sviluppata in larghezza e di forma che può essere a cuneo, ovale, circolare o triangolare. I caratteri generali delle principali famiglie sono facili da distinguere, ma le singole specie sono spesso estremamente simili e difficili da riconoscere.

## Caratteristiche tipiche e differenze

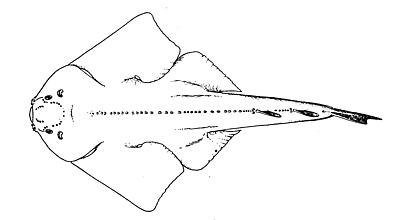
La Squatina squatina è un esempio di squalo angelo

Alcuni gruppi di squali, in particolare gli Squatinidi, presentano anch'essi ampie pinne pettorali che ricordano il disco tipico delle razze ma si distinguono da esse per la presenza di fessure branchiali ai lati del capo. Nelle razze, le cinque o sei paia di branchie sono situate invece in posizione ventrale. In molte specie il capo fa parte del disco, mentre in altre la testa è distinta e le pinne pettorali vi si raccodano.
Nelle razze bentoniche, cioè diffuse sui fondali, gli occhi e gli spiracoli sono solitamente disposti sulla sommità del capo. In alcune specie abissali di Torpedinoidei, gli occhi sono coperti da uno strato cutaneo e si distinguono a malapena.
Caratteristiche utili all'identificazione delle diverse razze sono il prolungamento del muso a sega, la presenza di organi elettrici, pinne pelviche allargate e unite in forma di disco, protuberanze lobate o la presenza di un corno sul muso. I sessi sono distinguibili in modo precoce.
Gli pterigopodi maschili sono importanti ai fini dell'identificazione in quanto variano non solo tra le famiglie ma anche da specie a specie e sono utilizzati per distinguere specie simili e valutare i rapporti filogenetici tra generi e specie. La cute, che in molte razze è spessa, si presenta liscia e rivestita da un muco scivoloso oppure protetta da robusti tubercoli ossei o spine, la cui dimensione, forma e posizione è un altro metodo per distinguere famiglie e specie.

## L'importanza delle dimensioni
Con oltre metà delle specie di lunghezza superiore a 50 cm le razze sono tra i pesci di maggiori dimensioni. La coda, che spesso è danneggiata, varia di lunghezza anche tra individui conspecifici e gli studiosi preferiscono esprimere le dimensioni in larghezza.
Agli estremi abbiamo le mante giganti, che toccano e superano la larghezza di 6,7-7,2 metri e i Narkidi, di lunghezza inferiore ai 10 cm e del peso inferiore ai 500 g. I pesci sega variano da 1,4 a 7,6 m di lunghezza e i Rajidi (280 specie circa) variano da 20 a 2,5 cm di lunghezza.
Le conoscenze sulla tassonomia delle razze progrediscono con lentezza. Nelle profondità oceaniche, in particolare nell'Indopacifico, si celano molte specie sconosciute: negli ultimi 20 anni ne sono state scoperte 72.
Le razze che vivono presso le coste vengono spesso identificate in modo erroneo e devono essere studiate più a fondo. Gli adulti sono sovente troppo voluminosi e pesanti per esser raccolti, conservati e trasportati in modo adeguato e richiedono enormi spazi nei musei. Nel XIX secolo, quando furono descritte molte di queste specie, gli scienziati ricorrevano all'imbalsamazione o conservavano solo pelle e coda dei grandi esemplari, molti dei quali sono andati perduti o sono in pessimo stato di conservazione.

## La raccolta degli indizi
Maschi, femmine e giovani differiscono nella forma e nel colore. Per identificare le caratteristiche distintive delle diverse specie i tassonomi devono quindi esaminare esemplari diversi per sesso e per età, cosa che per molte specie non è stato ancora possibile.
Volendo identificare una razza, è importante osservarne le caratteristiche esterne: dimensioni del disco in rapporto alla coda, capo distinto o meno dal disco, coda ampia e muscolosa oppure lunga ed esile, eventuale presenza e posizione delle pinne dorsali e caudali. Questi elementi sono fondamentali per risalire alla famiglia di appartenenza.
Arrivati a questo punto, l'identificazione diventa molto più difficoltosa e richiede una buona conoscenza delle specie presenti localmente. Ogni regione ha una tipica fauna di razze, perché molte specie hanno un areale limitato.
Sapendo dove l'esemplare è stato raccolto si può ridurre il numero delle possibilità. Elementi preziosi sono colorazione e posizione di spine e dentelli.

## Evoluzione e differenziazione
Le razze si sono evolute dagli squali, anche se non si sa ancora quali siano i gruppi più antichi. Appartengono al gruppo dei Condritti. Le razze più antiche erano forse simili agli Squali sega e si differenziarono nel Cretacico superiore, periodo Campaniano.
Si ritiene che i pesci chitarra siano il gruppo più antico, mentre i Rajidi avrebbero dato origini al più recente gruppo delle torpedini. Alcuni ittiologi sostengono che queste si siano differenziati prima dei pesci sega, mentre una teoria più accreditata sostiene che discendano da un pesce chitarra.

### Testimonianze fossili
I più antichi esemplari fossili di razza risalgono al Giurassico (oltre 180 milioni di anni fa), e appartengono al genere Spathobatis. Gran parte delle specie è nota solo attraverso reperti di denti, dentelli dermici e spine, ma sono stati ritrovati anche corpi interi e ben conservati di pesci chitarra che mostrano come questi pesci abbiano subito pochi mutamenti nel tempo (ad esempio Asterodermus platypterus e Belemnobatis). Per molti gruppi le testimonianze fossili sono incomplete, primi fra tutti le razze d'acqua dolce di origine assai recente (4-5 milioni di anni fa). Confrontando la distribuzione delle razze odierne con la storia geologica della Terra si deduce che alcuni gruppi di razze esistevano da tempi più remoti di quelli indicati dai fossili rinvenuti. Le razze fossili del Cretacico inferiore sono relativamente rare, molto più comuni quelle del Terziario (65-25 milioni di anni fa), in particolare dell'Eocene. Si tratta soprattutto di denti, ma nelli scisti della formazione Green River (Wyoming, USA) sono stati trovati molti corpi interi di Heliobatis, rimasti intrappolati nei laghi costieri in seguito all'abbassamento del livello di mari e oceani
I primi fossili di Rajidi sono stati trovati nel Mediterraneo (risalgono a 70 milioni di anni fa) ma questo gruppo di razze colonizzò soprattutto Atlantico e Pacifico, sfruttando l'antico passaggio del Mare della Tetide. Ma è anche possibile che gli antenati dei Rajidi vivessero nel mare che circondava il supercontinente di Gondwana. Questo gruppo, che annovera Raja nasuta, è ancora rappresentato nei mari di Sud America e Oceania. Queste regioni erano un tempo unite (anche con l'Antartide, a formare Gondwana), ma si separarono. Dal momento che i Rajidi non migrano attraverso l'oceano, dovevano essere presenti lì prima della divisione di Gondwana (80 milioni di anni fa). I primi fossili antartici risalgono a 50 milioni di anni fa

## Anatomia e biologia delle razze
Disponiamo di conoscenze piuttosto complete sull'ecologia e sulla biologia delle razze. Sappiamo, ad esempio, che quasi tutte vivono e si nutrono sul fondo o presso questo, ma in quanto agli aspetti più reconditi della loro vita, le informazioni ottenute dagli scienziati sono scarse. Tramite le caratteristiche anatomiche, si può tracciare un profilo generale delle loro abitudini.

### Morfologia
Per la grande varietà che si riscontra nella forma del loro corpo, le razze sono soggetti ideali per gli studi ecomorfologici.
Hanno il disco adatto a condurre una vita sul fondo e a spostarsi ininterrottamente al di sopra di esso. Il grado di depressione del disco, il tipo di muscolatura e la conformazione generale riflettono le abitudini di vita dell'animale. La coda, che è separata dal disco, presenta vari gradi di sviluppo. Nei pesci chitarra la coda è ampia, muscolosa e potente, mentre in molte specie la coda, lunga e affusolata, misura anche diversi metri. Variano tra le specie anche la conformazione, le dimensioni e la posizione delle pinne dorsali e di quella caudale. In alcuni pesci sega e chitarra sono difatti ampie ed erette come negli squali, mentre in gran parte delle altre specie sono piccole o anche assenti. Molte pastinache possiedono da uno a quattro aculei velenosi sulla coda.

## Strategie alimentari
Per le abitudini bentoniche, quasi tutte le razze hanno la bocca in posizione ventrale e si nutrono immobilizzando la preda sul fondo con il disco. Sempre con movimenti del disco o dei margini di questo, lo convogliano verso la bocca. Possono essere molto selettive e la varietà di forme riscontrate nella bocca e nei denti riflette le loro preferenze alimentari.
Il pesce chitarra, ad esempio, ha la bocca orlata da una fitta serie di dentelli piatti con i quali frantuma i gusci di piccoli invertebrati. Aquile di mare e Rinopteridi possiedono una serie di piastre dentali che, piuttosto simili a un becco, triturano granchi e molluschi. Le torpedini hanno la mascella inferiore molto arcuata e armata di piccoli denti sottili e appuntiti, che può essere spinta esternamente per risucchiare i piccoli pesci del substrato
L'enorme bocca della manta, che si nutre di plancton, è situata sulla parte frontale del muso e i denti sono minuti e rivestiti di pelle sulla mascella.
I Rajidi sono quasi tutti provvisti di file compatte di robusti denti acuminati, per meglio trattenere i pesci, i crostacei e i molluschi che cacciano. L'apparato sensoriale è altamente sviluppato. I pesci sega hanno narici sensibili anche a odori lievissimi, mentre in altre razze le narici sono parzialmente coperte da un ampio lobo carnoso denominato valva internasale e rivestito da pori sensoriali, che raggiunge solitamente la bocca del pesce. I pori fanno parte del sistema delle ampolle di Lorenzini, un apparato elettrorecettore che viene utilizzato per rilevare i deboli campi elettrici prodotti dai muscoli di altri animali. I principali predatori delle razze sono gli squali martello, le foche, ma anche le razze più grandi.

## Gli habitat delle razze
Le razze vivono in acque marine, ma alcune di esse trascorrono buona parte della vita in delta o estuari, con acque salmastre. Vi è poi un numero limitato di specie che ha addirittura colonizzato le acque dolci per vivere in fiumi situati a migliaia di chilometri dalle coste. Le razze sono un elemento importante delle comunità marine e costituiscono un anello fondamentale nel ciclo vitale degli oceani. La comune convinzione che tutti i batoidei si equivalgano è del tutto errata. La vita delle razze degli estuari è ad esempio del tutto diversa da quelle che vivono presso la costa. Un motivo di uguaglianza è il fatto che le razze si nutrono praticamente degli stessi cibi, ma anche specie che convivono in un habitat possono avere diverse strategie riproduttive. Molte sono così specializzate che localmente hanno perfino estromesso pesci ossei bentonici come le sogliole. Le razze sono diffuse dal livello del mare fino a 3000 m di profondità. Le razze che vivono negli estuari sono le meglio adattate, perché riescono a far fronte agli stress ionici dovuti alla variazione del tasso di salinità, fatali per molti pesci.

## Ciclo riproduttivo

### Metodi di riproduzione
Le razze hanno due diverse strategie riproduttive:
- la deposizione delle uova (oviparità)
- lo sviluppo dell'embrione nel cosiddetto utero materno senza la presenza di una placenta che unisca il piccolo alla madre, tipica dei mammiferi (ovoviviparità)

Come negli squali, in tutte le specie la fecondazione è interna e avviene attraverso gli pterigopodi, estremità modificate delle pinne pelviche. Alla nascita gli pterigopodi sono già presenti nel maschio e hanno l'aspetto di due piccoli lobi in prossimità della cloaca.
Si espandono notevolmente verso la fine dell'adolescenza e sviluppano un sostegno cartilagineo interno quando il maschio raggiunge la maturità sessuale.

### Corteggiamento e sviluppo
L'accoppiamento può sovente apparire violento e ha luogo secondo modalità diverse: ventre contro ventre oppure dorso contro ventre con gli pterigopodi ripiegati. Inizialmente il maschio segue la femmina tenendo il muso sensibile in prossimità della sua cloaca per percepirne i segnali chimici. Vi sono anche contatti fisici con morsi più o meno delicati al disco.
Nei Rajidi i denti del maschio maturo sono generalmente più affilati di quelli della femmina e servono forse per afferrare questa durante la copula. I Rajidi sono le uniche razze ovipare. Depongono uova provviste di forma rettangolare e con un guscio robusto munito agli angoli di appendici filiformi che possono ancorarsi al fondo. Solitamente una parte di guscio presenta una superficie vischiosa alla quale aderiscono frammenti di conchiglia e sabbia che fungono da zavorra. Poiché gli embrioni impiegano fino a sei mesi per raggiungere il pieno sviluppo, il guscio deve essere resistente per non essere scalfito da invertebrati e pesci che, ironia della sorte, potrebbero diventare prede della stessa razza. Vi sono lumache marine che con la lingua ruvida aprono il guscio e succhiano il contenuto.
Nelle razze ovovivipare l'embrione si nutre di secrezioni prodotte dall'utero materno o di altre sostanze. Non ci sono casi di cannibalismo come tra gli embrioni dello squalo leuca. Al momento del parto, la madre deve evitare che i piccoli la pungano con spine e simili.

## Movimento e propulsione
La conformazione del corpo e delle pinne delle razze presenta spiccate forme di adattamento alla vita pelagica o, più tipicamente, bentonica, con metodi di propulsione differenti a seconda del caso.

### Potenza e grazia

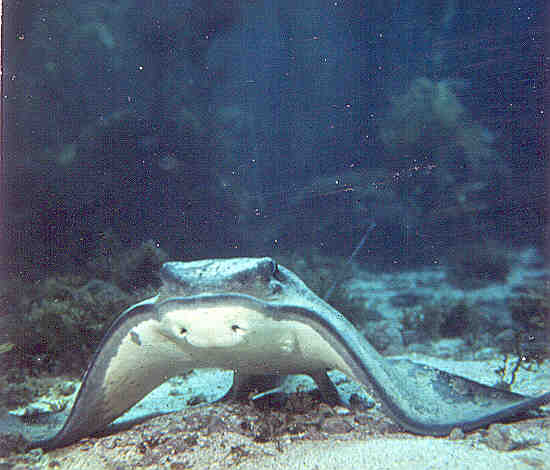
Un’aquila di mare pronta a partire

Per comprendere quale ruolo svolgono le pinne nel movimento si potrebbe paragonare una razza ad un aliante. Le pinne pettorali e quelli pelviche sono l'equivalente delle ali, degli equilibratori e degli alettoni che controllano la stabilità orizzontale e i movimenti verso l'alto e il basso. Le pinne dorsali e caudali equivalgono invece a deriva e timoni di direzione e controllano la stabilità verticale, i movimenti laterali e la virata.
L'azione propulsiva è prodotta principalmente dalle pinne pettorali, mediante movimenti verticali. Pesci chitarra e pesci sega, dotati di una costituzione robusta, possiedono code potenti e pinne pettorali relativamente piccole rispetto agli altri raiformi. Le razze più adatte a nuotare in mare aperto sono le mante, le razze aquile di mare e i Rinopteridi.

### Battere in ritirata
Le razze sono abilissime nel ritirarsi rapidamente dalla posizione di riposo nel substrato quando vengono insidiate da un predatore. Possono voltarsi velocemente e accelerare con prontezza a 90 gradi rispetto alla posizione originaria. I pesci chitarra e le aquile di mare si alzano sulle pinne per avere lo slancio.

## Comportamento
Finora non sono stati pienamente compresi il ruolo ecologico e la complessità del comportamento delle razze. Con la loro temibile reputazione, gli squali sono da sempre studiati, rispettati e temuti, molto più di animali considerati "semplici" quali le razze. Oggi invece si sa che i Raiformi sono animali complessi, con un'elevata massa cerebrale e sensi sviluppati. Tuttavia, le conoscenze sul loro comportamento si basano su fotografie di sub e osservazioni sugli animali alloggiati negli acquari pubblici.

### La socialità
Le razze sono animali sociali che non di rado si riuniscono in grandi banchi con centinaia o persino migliaia di individui. I branchi di aquile di mare spesso recano anche un grande danno alle coltivazioni di ostriche e cozze, tanto che gli acquacoltori tentano di premunirsi usando reti metalliche per bloccarle. La loro pelle è sensibile al tatto: se accarezzate, entrano in uno stato di torpore. Nelle barriere coralline (ma anche, seppur in misura minore, nei mari temperati), non è raro sorprendere razze solitarie presso vere e proprie "stazioni di pulizia": volteggiano lente poco sopra il fondo mentre piccoli pulitori (labridi) mangiano residui di cibo e parassiti fastidiosi.
È un ottimo esempio di simbiosi: la razza viene ripulita, e il labride ci guadagna un pasto. Altri pesci ossei accompagnano le razze, tra cui le remore e i pesci pilota, che approfittano degli avanzi di cibo del pesce o dalle piccole prede che porta allo scoperto muovendosi nel fondo.

## Impieghi delle razze
Nelle varie epoche le razze sono state sfruttate dall'uomo per fini diversi. I samurai giapponesi rivestivano l'elsa delle spade con la pelle ruvida delle razze per avere una presa sicura.
Dalla coda si ricavavano mazze e collane, dagli aculei punte di lancia, dalla pelle cuoio e la carne veniva cucinata come prelibatezza locale.
Ancora oggigiorno le razze vengono pescate in tutto il globo in enormi quantità, senza alcun riguardo per le popolazioni di Batoidei locali.
La razza è molto apprezzata in cucina. Le catture sono controllate in poche regioni e la loro sopravvivenza potrebbe diventare un problema importante secondo l'IUCN, il WWF e altre organizzazioni.
Le razze sono inoltre utilizzate dall'industria della moda e del lusso. Data la loro dimensione contenuta (rispetto ad altri pellami quali vitello, struzzo, etc.), il loro utilizzo è limitato ad oggetti di piccole dimensioni, come ad esempio cover di cellulari, portachiavi, scarpe, pochette da sera.